# チャンタブリー教区

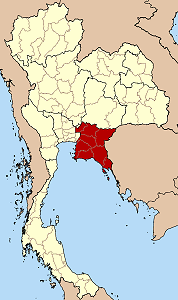
チャンタブリー教区

チャンタブリー教区（สังฆมณฑลจันทบุรี、The Diocese Chanthaburi）（ローマ・カトリック教会）はタイ東部にある司教区。バンコク大司教区の属司教区。チャンタブリー県ムアンチャンタブリー郡タムボン・チャンタニミット110に司教座を構える。この司教区は34,000km2の面積を持ち、チャンタブリー県、チョンブリー県、プラーチーンブリー県、ラヨーン県、サケーオ県、トラート県、チャチューンサオ県（バーンパコン川東側）、ナコーンナーヨック県（バーンナー郡を除く）を管轄する。2009年の時点で教区内の440万人の住民の内、38,918人がカトリック信者である。42の小教区を持つ。

## 歴史
この教区は1944年5月11日にチャンタブリー代牧区としてバンコク大司教区から分離して発足。1965年12月18日に司教区に昇格した。 

## 司教座聖堂
司教座聖堂はムアンチャンタブリー郡のチャンタブリー処女降誕聖堂（The Cathedral of the Immaculate Conception、อาสนวิหารพระนางมารีอาปฏิสนธินิรมล）であり、タイ国内で最も大きい聖堂。北緯12度36分33.5秒 東経102度7分7秒 / 北緯12.609306度 東経102.11861度
最初の伝道師聖堂は、1711年に現在の大聖堂敷地に建設された。その後、19世紀に主にベトナム系キリスト教徒が宗教弾圧を逃れて移民してきたため、4度の拡張と改築がなされた。1909年に現在のゴシック様式の聖堂が建設された。大聖堂はチャンタブリー川左岸堤防のチャンタブリー通りにある。第二次世界大戦中に連合軍の空襲を恐れて、大聖堂の屋根が取り外された。

## 教区長司教
- フィリップ • アディサック • ポーンガーム (Philip Adisak Phorn-ngam)   :2024年11月11日 - 現在
- シルヴィオ・シリポン・チャラットシー（Silvio Siripong Charatsri）:2009年4月4日 - 2023年6月13日
- ロレンス・ティアンチャイ・サーマンチット（Lawrence Thienchai Samanchit）:2009年4月4日 - 1971年7月3日
- フランシス・サヴィエ・サグワン・スワンナシー（Francis Xavier Sanguon Souvannasri）: 1970年4月3日 - 1953年1月8日
- ジャコモ・ルイジ・チェン （Giacomo Luigi Cheng）:1952年4月14日-1944年5月11日 (代牧区から司教区に昇格する前、司教位は名義司教であった。)